# Opovo
Opovo (Cyrillisch: Опово) is een gemeente in het Servische district Zuid-Banaat.
Opovo telt 11.016 inwoners (2002). De oppervlakte bedraagt 203 km², de bevolkingsdichtheid is 54,3 inwoners per km².
Naast de hoofdplaats Opovo omvat de gemeente de plaatsen Baranda, Sakule en Sefkerin.